# Practic

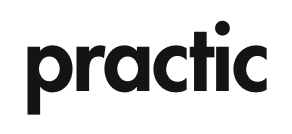
Logo der Zeitschrift practic

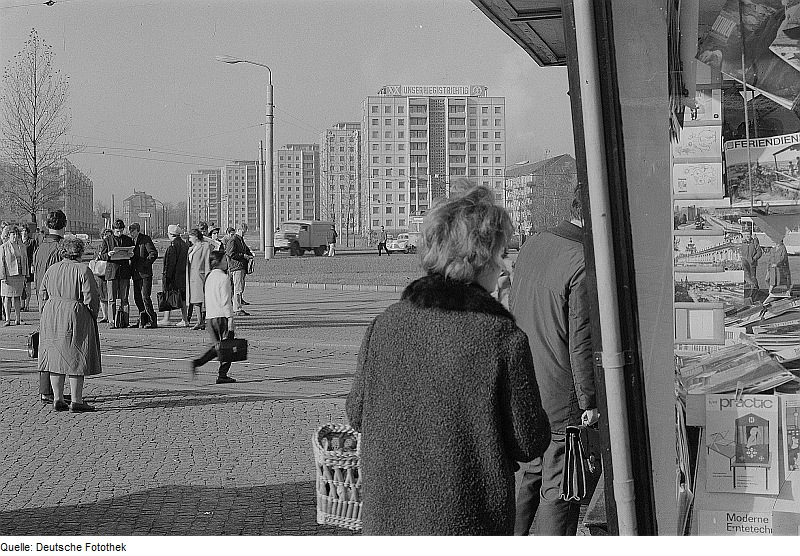
practic in der Auslage eines Zeitungsstandes

Die Zeitschrift practic war ein vierteljährlich in der Deutschen Demokratischen Republik herausgegebenes Magazin mit Tipps und Selbstbau-Anleitungen für Heimwerker und Bastler. Die Zeitschrift erschien seit 1967 (als Nachfolger der Zeitschrift Modellbau und Basteln) im Verlag Junge Welt; Herausgeber war der Zentralrat der FDJ.
Neben Bauanleitungen für den Alltag fanden sich in der „Practic“ auch Bastelvorschläge, zum Beispiel für Diskolichter oder Schwimmski. Weitere Inhalte waren Selbstbauprojekte und Hardware-Erweiterungen im Computerbereich, Tipps für den Garten, Basteleien für Fahrräder, und Anleitungen für den Selbstbau von Ergänzungen für Mopeds oder Motorräder und Pkw.
Nach der Deutschen Wiedervereinigung wurde die Zeitschrift von der Bauer Media Group gekauft. Als letzte eigenständige Ausgabe erschien Heft 11/1991. Danach wurde die Berliner Redaktion aufgelöst und die Heimwerkerzeitschrift selbst ist der Mann wurde mit dem practic-Logo als Sonderausgabe für die östlichen Bundesländer verkauft. Ab 1993 ging practic vollständig in selbst ist der Mann auf, in deren Impressum der Titel noch bis zur Ausgabe 8/2003 geführt wurde.